# Колоколов, Борис Корнеевич
Бори́с Корне́евич Ко́локолов (23 февраля 1943, Агинское, Агинский Бурятский АО, СССР) — советский футболист, полузащитник; советский и российский тренер. Мастер спорта СССР.

## Биография
Начинал карьеру в юношеской команде хабаровского СКА. В 1962 году перешёл во владивостокий «Луч» по приглашению главного тренера Григория Сухова. В «Луче» провёл всю карьеру, отклонив предложения ЦСКА и минского «Динамо».
Работал тренером на Дальнем Востоке. В 1974 году окончил школу тренеров при Хабаровском институте физкультуры. Входил в тренерский штаб благовещенского «Амура», «Сахалина», владивостокского «Луча». В 1992—1993 годах был главным тренером «Шахтёра» Артём. В 1996 году работал на аналогичной должности в «Луче». Потом работал детским тренером в ДЮСШ «Темп» и «Фениксе».
Первый мастер спорта СССР в своём виде спорта на Дальнем Востоке.
Учился в одной школе вместе с народным артистом РСФСР Александром Михайловым.